# Makówki
 (août 2021).
Le makówki est un dessert sucré à base de pain et de graines de pavot d'Europe centrale. Ce plat est considéré comme traditionnel en Silésie (sud-ouest de la Pologne) où il est servi presque exclusivement la veille de Noël. Il est également populaire dans d'autres régions de Pologne ainsi qu'en Allemagne orientale, en Slovaquie et en Hongrie.

## En dehors de la Silésie
Les makówki sont également bien connus dans le Brandebourg et à Berlin sous le nom de Mohnpielen,,,,,,,.
En Hongrie, un plat similaire, mais avec des tranches de kifli (Kipferl) est appelé mákos guba.